# El meu amic Friedrich

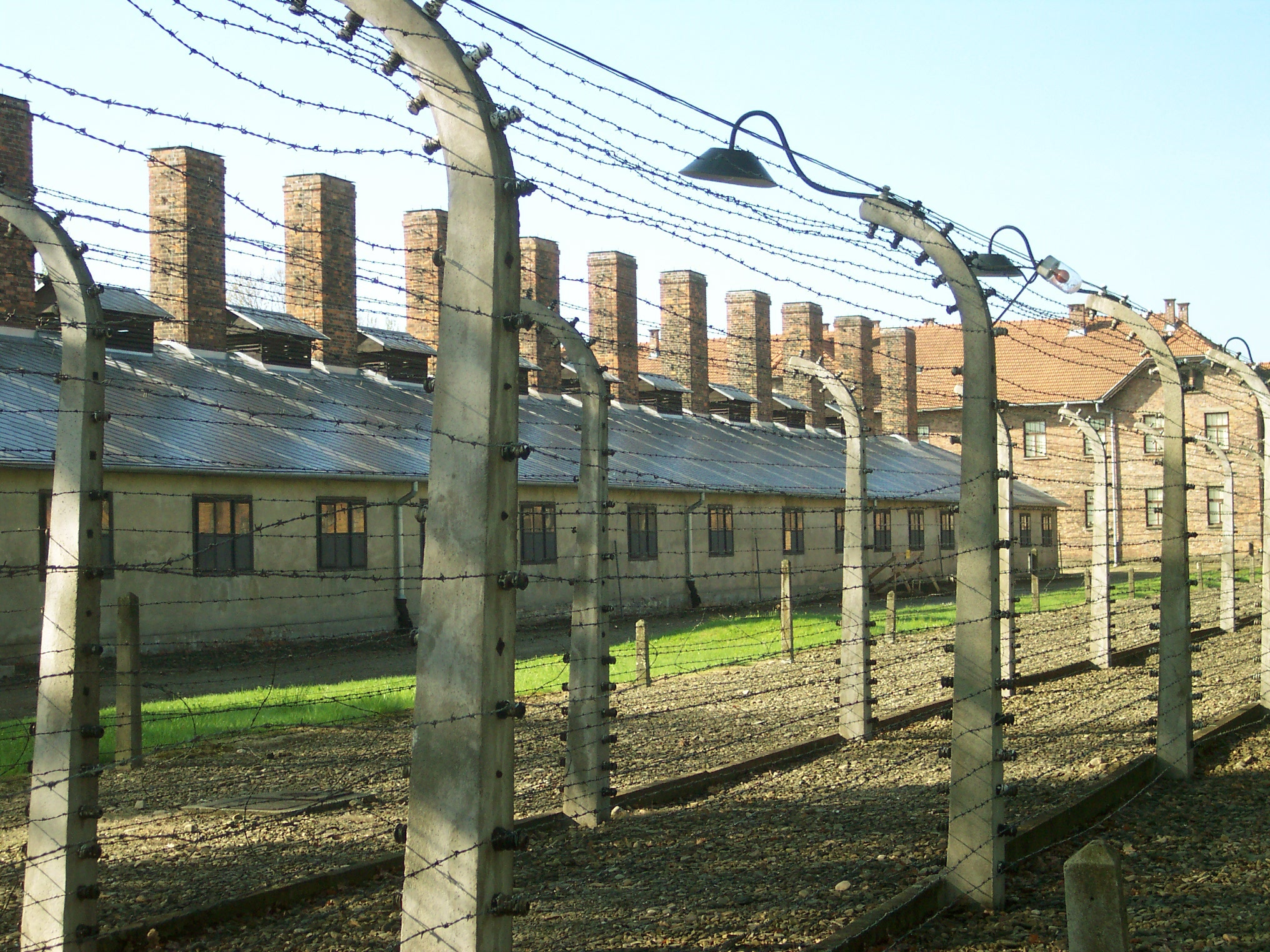
Camp de concentració a Alemanya

El meu amic Friedrich és un llibre de Hans Peter Richter que narra la vida d'un noi jueu a l'Alemanya Nazi i durant la seva vida va veient els canvis que va experimentant la societat.

## Argument
Friedrich viu amb els seus pares còmodament a Alemanya. Al mateix bloc de pisos viu una família alemanya que no viuen tan còmodes, els seus fills acaben tenint una gran amistat, juguen i van a l'escola junts, però els nazis, en agafar el poder, comencen a ser molt injustos amb els jueus. Al senyor Schneider, pare de Friedrich, el van fer fora del seu treball i van començar a tenir dificultats econòmiques. Un temps més tard, torna a trobar un treball a uns grans magatzems i agafen a una noia que ajuda a la senyora Schneider a fer les tasques de casa, però al cap d'uns dies ha de marxar perquè el seu marit no li permet servir a uns jueus. De mica en mica, la vida de la família alemanya va millorant i la dels jueus empitjora, fins al punt que se saquegen botigues i cases jueves. Desgraciadament, la casa dels Schneider és atacada; els van robar i van matar a la senyora Schneider d'una forta pallissa. A partir d'aquest moment, els jueus estan molt vigilats. Friedrich és ridiculitzat a la piscina, el fan fora d'un cinema, i quan troba l'amor i l'ha de deixar per por que li pugui passar una cosa dolenta a ella. A més, les autoritats nazis els obliguen a portar una estrella groga a totes les seves peces de roba. Després tornen a assaltar la casa de Friedrich, i s'enduen el seu pare i el rabí a qui tenia amagat perquè no l'enviessin a un camp de concentració. Friedrich viu al carrer i durant un bombardeig mor.

## Personatges
- Friedrich: És un nen jueu que va creixent al llarg de la història i que va sofrint els canvis que hi ha a l'Alemanya nazi. I el discriminen tota l'estona per ser jueu.
- Senyor Schneider: És el pare de Friedrich. Quan comença la història té molts diners, però a poc a poc per diferents raons va empobrint fins a haver d'ocupar-se de reparar bombetes foses. Al final de la història no se sap si està mort o no perquè se l'emporten a un camp de concentració.
- Senyora Schneider: És la mare de Friedrich i mor a mans dels assaltants de les cases.
- Veí dels Schneider: És un home que no té molts diners en començar la història però a diferència dels Schneider, va enriquint-se. És el cap d'una de les úniques famílies que protegeixen als jueus. A cap lloc del llibre no surt el seu nom.
- Veïna dels Schneider: És l'esposa del veí dels Schneider, i també ajuda i protegeix els jueus i cuida del seu fill quan els seus pares marxen.
- Fill dels veïns dels Schneider: Es fa molt amic de Friedrich i mai deixa de ser-ho passi el que passi i el protegeix; també defensa Friedrich davant de les persones.
- Professor: Quan fan fora de l'escola Friedrich, li dona el seu suport, encara que no pogués fer res perquè es quedés a l'Eescola.
- Senyor Resch: És un altre veí dels Schneider, però sempre ha tingut molt de fàstic als Schneider i quan els pares de Friedrich moren ell no vol tornar a saber res més de Friedrich i és per culpa seva que ell mor.
- El cagador: es el que va cagant tota l'estona per el carrer.